# Elachyptera micrantha
Elachyptera micrantha är en benvedsväxtart som först beskrevs av Jacques Cambessèdes, och fick sitt nu gällande namn av Albert Charles Smith. Elachyptera micrantha ingår i släktet Elachyptera och familjen Celastraceae. Inga underarter finns listade.